# 江秉祥
江秉祥（1926年—），笔名江丙航，安徽怀远人，中华人民共和国编辑、作家、政治人物，中国民主促进会中央委员会原常务委员。